# Співоча революція (фільм)
Ця стаття про фільм 2006 року. Про революцію в країнах Балтії наприкінці 1980-х років див. Співоча революція
Співоча революція (англ. The Singing Revolution) — це документальний фільм 2006 року, створений американцями Джеймсом та Моріном Каслом Тусті про ненасильницьку співочу революцію в Естонії, в якій сотні тисяч естонців зібралися публічно між 1986 і 1991 роками, намагаючись закінчити десятиліття радянської окупації. Революційні пісні, які вони створили, закріпили ненасильницьку боротьбу Естонії за свободу.

## Призначення
Режисери Джеймс і Морін Тусті поїхали до Естонії в 1999 році, щоб викладати курси кіно. Під час перебування вони почали все більше цікавитися історіями, які вони почули про естонську співочу революцію; вони знайшли повість про те, як Естонія змогла вирватися з одного з найбільш репресивних режимів, які світ коли-небудь знав лише через ненасильницький опір, це була «один з найдивовижніших сюжетів», яку вони коли-небудь чули, і були вражені тим фактом, що «практично ніхто за межами Балтії» про це не знав. Критик фільму Джессіка Рівз каже, що з точки зору саме значення розваги фільму, для глядача, це загальна «незнання новітньої історії Естонії дійсно працює на користь фільму», в тому, що "несподіванка, народжена невіглаством, надає розгорнутій драмі актуальність політичного трилера.

## Зміст фільму (історичне підґрунтя)
Опинившись в середині між двома агресивно налаштованими експансіоністськими наддержав, нацистської Німеччини і СРСР, де остання взяла на себе зобов'язання секретним пунктом в пакті Молотова — Ріббентропа, російські війська вторглися і «анексували» країни Балтії в Естонії, Латвії та Литві в 1939 році, на початку Другої світової війни. Як і в Латвії та Литві, до кінця війни більше чверті естонського населення було депортоване, страчене або втекло з країни. Під час бурхливих десятиліть, що минули, музика стала потужною об'єднуючою силою в прибалтійських республіках — засобом збереження національної ідентичності країни, а також інструментом політичного опору в умовах культурного геноциду.

### Влада мирного опору
У період між 1986 і 1991 роками, коли в інших прибалтійських державах відбувалися жорстокі потрясіння і боротьба за незалежність від Радянського Союзу, естонці мужньо і мирно вимагали, щоб СРСР визнав право їхньої країни на державність і самоврядування. Революційні пісні, які вони створили, закріпили боротьбу Естонії за свободу, яка зрештою була здійснена в 1991 році без втрати жодного життя. Естонський активіст Хайнц Вальк, який першим назвав опір Естонії «Співаючою революцією», гордістю розповідав про своїх співвітчизників: «Досі революції були наповнені руйнуванням, спаленням, вбивством і ненавистю, але ми почали нашу революцію з посмішки та пісні.». Співання підживлювало ненасильницьку революцію, яка перемогла дуже жорстоку окупацію.
Поєднуючи інтерв'ю лідерів руху та естонських громадян з рідкісними архівними кадрами з періоду радянської окупації, Співоча революція свідчить про драматичне відродження однієї маленької нації разом зі своїми сусідами Латвією та Литвою, де відбувалися подібні події.

## Критика
Фільм отримав значну позитивну оцінку критиків, отримавши кілька нагород на кінофестивалях, в яких він був показаний, включаючи «Кращий документальний фільм» (переможець) і «Премія журі Діани» у 2007 році на Саваннському кінофестивалі та «Найбільш надихаючий фільм» на міжнародному кінофестивалі в Боулдері 2008 року. Він також отримав рейтинг «Certified Fresh» від Rotten Tomatoes, з позитивними відгуками критиків, які часто аплодували його інформативному та натхненному стилю — фільм Критик Роберт В. Батлер про фільм «Якби Співоча Революція була вигадкою, фільм був відкинутий як дещо утопічне, накшталт фрази "pie-in-the-sky". Але це все правда.».